# Porte de Bagnolet (metropolitana di Parigi)
Porte de Bagnolet è una stazione sulla linea 3 della metropolitana di Parigi, sita nel XX arrondissement di Parigi.

## La stazione
La stazione venne aperta il 27 marzo 1971, in occasione del prolungamento dalla stazione di Gambetta a quella di Galliéni della linea 3.
È stata ristrutturata nel 2005 pur rimanendo in esercizio.

## Accessi
La stazione possiede cinque accessi:
- boulevard Mortier
- boulevard Davout
- place Édith Piaf
- rue Belgrand
- rue de la Py

## Interconnessioni
- Bus RATP - 57, 76, 102, PC2, 351
- Noctilien - N16, N34, N141, N142